# Générateur de clés
Pour les articles homonymes, voir Générateur.
 (décembre 2014).
Si vous disposez d'ouvrages ou d'articles de référence ou si vous connaissez des sites web de qualité traitant du thème abordé ici, merci de compléter l'article en donnant les références utiles à sa vérifiabilité et en les liant à la section « Notes et références ».

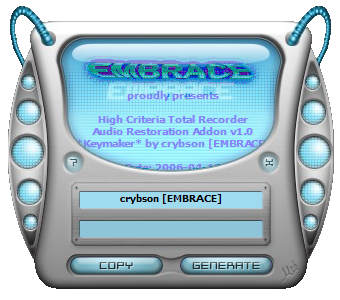
Exemple d'un Générateur de clés EMBRACE pour Total Recorder

Un générateur de clés, aussi appelé keygen (abréviation de key generator), est un programme informatique générant des numéros de série aléatoires afin d'activer un logiciel. Ce type de programme sert la plupart du temps à utiliser un logiciel ou un jeu sans acheter une clé de licence. La plupart des logiciels et jeux vidéo sont exposés, soit par des keygens, soit par des cracks, qui sont réalisés par des groupes de warez, comme Razor 1911, SKiDROW ou encore Fairlight (FLT). 
Les générateurs de clés peuvent être légitimement distribués par les fabricants de logiciels pour la concession de licences dans des environnements commerciaux, où les logiciels sont concédés pour un site ou une entreprise entière.
Cependant, ces générateurs de clés sont généralement distribués illégitimement par des crackers sur des forums ou des sites spécialisés. L'utilisation de ces keygens est la plupart du temps illégale et rend la licence d'exploitation du logiciel juridiquement nulle. Néanmoins, un générateur de clé peut être utilisé par les développeurs de livraison  pour vérifier le bon fonctionnement de l'algorithme.
Ces keygens jouent souvent une chiptune en arrière-plan et disposent interfaces utilisateur artistiques.

## Fonctionnement
Un générateur de clés a deux moyens pour trouver une clé de licence valide : la méthode dite force brute et la méthode dite de rétro-ingénierie, qui consiste à reconstituer l'algorithme utilisé par la société éditrice du logiciel.
La méthode dite force brute consiste à essayer toutes les possibilités. Néanmoins, le nombre de possibilités est telle qu'un ordinateur normal pourrait mettre des milliers d'années avant de trouver une clé valide.
L'autre méthode consiste à trouver l'algorithme de génération utilisé par la société éditrice du logiciel en étudiant le code de l'exécutable ou d'une bibliothèque, à l'aide d'un désassembleur et/ou d'un débogueur. Les éditeurs peuvent contrer cette méthode en requérant une activation ou une vérification de la clé de licence saisie par Internet.
Ce fut notamment le cas pour Steam. Ainsi, même si la clé produite par le générateur de clés était théoriquement valide, elle était refusée car elle n'a pas été générée par le générateur Internet de Valve. Certains keygens proposent une fonction appelée patch qui, au moyen d'un exécutable modifié, permet de contourner cette fonction de validation par Internet.
En revanche, ces clés de licence générés peuvent fonctionner pour une activation simple et hors-ligne d'un logiciel quelconque.